# Lijst van acteurs en actrices in Gooische Vrouwen
Hieronder staan alle acteurs en actrices die ooit een rol hebben vertolkt in Gooische Vrouwen.

## Overzicht
 Hoofdrol (stond in de opening credits)
 Starring (stond in de opening credits in de film(s))
 Bijrol (3+ afleveringen)
 Gastrol (1–2 afleveringen)
| Acteurs           | Personage             | Gooische Vrouwen | Gooische Vrouwen | Gooische Vrouwen | Gooische Vrouwen | Gooische Vrouwen | Films    | Films    | Revivial |
| Acteurs           | Personage             | S1               | S2               | S3               | S4               | S5               | Film 1   | Film 2   | S6       |
| Hoofdrol          | Hoofdrol              | Hoofdrol         | Hoofdrol         | Hoofdrol         | Hoofdrol         | Hoofdrol         | Hoofdrol | Hoofdrol | Hoofdrol |
| ----------------- | --------------------- | ---------------- | ---------------- | ---------------- | ---------------- | ---------------- | -------- | -------- | -------- |
| Linda de Mol      | Cheryl Morero         | Hoofdrol         | Hoofdrol         | Hoofdrol         | Hoofdrol         | Hoofdrol         | Hoofdrol | Hoofdrol | Hoofdrol |
| Annet Malherbe    | Willemijn Lodewijkx   | Hoofdrol         | Hoofdrol         | Hoofdrol         |                  |                  |          |          |          |
| Tjitske Reidinga  | Claire van Kampen     | Hoofdrol         | Hoofdrol         | Hoofdrol         | Hoofdrol         | Hoofdrol         | Hoofdrol | Hoofdrol | Hoofdrol |
| Susan Visser      | Anouk Verschuur       | Hoofdrol         | Hoofdrol         | Hoofdrol         | Hoofdrol         | Hoofdrol         | Hoofdrol | Hoofdrol | Hoofdrol |
| Lies Visschedijk  | Roelien Grootheeze    |                  |                  |                  | Hoofdrol         | Hoofdrol         | Hoofdrol | Hoofdrol | Hoofdrol |
| Bijrollen         |                       |                  |                  |                  |                  |                  |          |          |          |
| Peter Paul Muller | Martin Morero         | Hoofdrol         | Hoofdrol         | Hoofdrol         | Hoofdrol         | Hoofdrol         | Starring | Starring | Hoofdrol |
| Leopold Witte     | Evert Lodewijkx       | Hoofdrol         | Hoofdrol         | Hoofdrol         | Hoofdrol         | Hoofdrol         | Starring | Starring |          |
| Derek de Lint     | Dokter Rossi          | Hoofdrol         | Hoofdrol         | Hoofdrol         | Hoofdrol         | Hoofdrol         | Starring | Starring | Hoofdrol |
| Daniël Boissevain | Tom Blaauw            | Hoofdrol         | Hoofdrol         | Hoofdrol         | Hoofdrol         | Hoofdrol         | Starring |          | Hoofdrol |
| Beppie Melissen   | Greet Hogenbirk       |                  | gast             | Bijrol           |                  |                  |          |          |          |
| Beppie Melissen   | "Tante" Cor Hogenbirk |                  |                  | gast             | Bijrol           | Bijrol           | Bijrol   | Starring | Hoofdrol |
| Alex Klaasen      | Yari Segaar           |                  |                  |                  | Bijrol           | Bijrol           | Bijrol   | Starring | Hoofdrol |
| Marcel Musters    | Dirk Stubbe           |                  |                  |                  |                  | Bijrol           | Starring |          |          |

## A
- Vastert van Aardenne - Gynaecoloog (2006)
- Rob Andrist Plourde - Recordbaas (2005)
- René van Asten - man op straat (2009)
- Barry Atsma - Stag Hartman (2007)

## B
- Doris Baaten - Makelaar (2007)
- Wim Bax - Verhuizer (2005)
- Rodney Beddall - Norbert Lexington (2005)
- Jolanda van den Berg - Angela Buitenzorg (2008)
- Elisa Beuger - Wendy (2005)
- Nettie Blanken - Psychiater (2007)
- Jacqueline Blom - Noesch van Bokwijk (2005)
- Jasper Boeke - Advocaat (2008)
- Herman Boerman - Joost (2005)
- Pierre Bokma - Herbert van Bokwijk (2005)
- Arthur Boni - Notaris (2005)
- Lisa Bouman - Vlinder Blaauw (2005-2009)
- Erik de Bruyn - Frank (2007)
- Reinout Bussemaker - Sybelt (2005)
- Daniël Boissevain - Tom Blaauw (2005-2024)
- Teunie de Brouwer - Kimberly (2024)

## C
- Cystine Carreon - Tippiwan Sournois (2005-2009)
- Kitty Courbois - Adriënne Verbrugge (2007, 2008)
- Vincent Croiset - Dokter van Engelen (2008)

## D
- Hans Dagelet - Louis (2006)
- Ernst Dekkers - Rechercheur (2008)
- Frans van Deursen - Casper Scheepmaker van Altena (2006)
- Tijn Docter - Mark Loo (2007)
- Sjoerd Dragtsma - Jurriaan van Landschot Troost (2006)
- Dic van Duin - Robert Bovenlander (2005)

## E
- Marc Van Eeghem - Sluyter (2005)
- Diederik Ebbinge - Dokter van Wijngaarden (2009)
- Jan van Eijndthoven - Dokter (2005, 2009)
- Ria Eimers - Harriët van Veen (2007)
- Beau van Erven Dorens - Rechercheur Debussy (2005, 2006)
- Beaudil Elzenga - (2024)

## F
- Martijn Fischer - Rechercheur (2006)
- Gitta Fleuren - Agent (2006)

## G
- Casper Gimbrère - Barry Snijders (2005-2009)
- David Goddyn - Piloot Bootsma (2005)
- Matteo van der Grijn - Manuel (2005)
- Caya de Groot - Vrouw van Joost (2005)
- Theo de Groot - Dokter (2007, 2008)

## H
- Mattijn Hartemink - Thijs (2008)
- Lottie Hellingman - Kinderjuf (2009)
- Marlies Heuer - Cecile van Buuren (2007, 2008, 2009)
- Sylvia Hoeks - Lucy (2006)
- Jelka van Houten - Bella (2007)
- Kees Hulst - Olivier Grootheeze (2008, 2009)

## J
- Ferdi Janssen - Cateraar (2005, 2007, 2008), Officier der Intendance (2007)
- Mea de Jong - Merel van Kampen (2005-2024)

## K
- Albertine de Kanter - Lerares van Vlinder (2009)
- Bas Keijzer - Verhuizer (2005)
- Levi van Kempen - Bart-Jan (2006)
- Tom de Ket - Loodgieter Jan Jaap (2006)
- Alex Klaasen - Yari Segaar (2008-2024)
- Priscilla Knetemann - Louise Lodewijkx (2005-2009)
- Paul R. Kooij - Cliënt van Claire (2006)
- Ricky Koole - Lerares van Annabel (2007)
- Bianca Krijgsman - Secretaresse van Evert (2005)
- Raymonde de Kuyper - Karin (2009)

## L
- Gijs de Lange - Floris Callewaert (2009)
- Rixt Leddy - Dokter (2008)
- Marjolein Ley - Kim (2008, 2009)
- Derek de Lint - Dr. Ed Rossi (2005-2024)
- Rifka Lodeizen - Diana van der Kieft (2006)
- Maris Lubbersen - Lisa, patiënt in afkickkliniek (2009)
- Marjan Luif - Mevrouw Stubbe (2009)
- Tommy van Lent - Remy Morero (2024)

## M
- Ellis Van Maarseveen - Vriendin van Frédérique (2007)
- Bridget Maasland - Zichzelf (2006)
- Annet Malherbe - Willemijn Lodewijkx-Verbrugge (2005-2007)
- Barry Meijer - Medewerker tankstation (2005)
- Beppie Melissen - Greet Hogenbirk (2006-2007) en Cor Hogenbirk (2007-2024)
- Linda de Mol - Cheryl Morero (2005-2024)
- Jurg Molenaar - Juwelier (2005)
- Hero Muller - Bert Verschuur (2006)
- Peter Paul Muller - Martin Morero (Hogenbirk) (2005-2024)
- Marcel Musters - Dirk Stubbe (2009)

## N
- Joan Nederlof - Hockeytrainster Nynke de Zeeuw (2008)
- Roos Netjes - Anne-Fleur (2005)
- Michiel Nooter - Agent van Anouk (2007)
- Rieneke van Nunen - Frédérique (2007)

## O
- Han Oldigs - Detective Holtrop (2005)

## P
- Frans Pahlplatz - Jeffrey (2006)

## R
- Bastiaan Ragas - Max (2005)
- Tjitske Reidinga - Claire van Kampen (2005-2024)
- Renate Reijnders - Colette (2006)
- Victor Reinier - Anton van Kampen (2005, 2006, 2007)
- Kim van Rheenen - Engelbert (2005)
- Robert de Hoog - Dennis (2024)

## S
- Jan Schepens - Jean-Louis Sarly (o.b.a. de Franse zanger) (2007)
- Elsje Scherjon - Sollicitante (2006)
- Gijs Scholten van Aschat - Ernst Scheepmaker-van Altena (2006-2008)
- Reinout Scholten van Aschat - Roderick Lodewijkx (2005-2009)
- Truus te Selle - Ingeborg Verschuur (2006)
- Camilla Siegertsz - Ilona de Vries (2009)
- Liza Sips - Lotte (2006)
- Brian Smits - Ober (2005)
- Liz Snoyink - Carla Callewaert (2009)
- Jeroen Spitzenberger - Joost van Benthem (2008)
- Anne Stalman - Achtergrondzangeres (2009)
- Merijn Straatman - Remy Morero (2007-2009)
- Jesse Straatman - Remy Morero (2007-2009)

## T
- Joke Tjalsma - Joke (2008)
- Dick van den Toorn - Interieurdesigner (2006, 2007)
- Ronald Top - Hugo (2006)
- Pleuni Touw - Moeder van Claire (2009)
- Dimme Treurniet - Patiënt (2006)

## V
- Noah Valentyn - Amir (2005)
- Robin van der Velden - Journalist (2006)
- Pim Veth - Glazenwasser (2009)
- Lies Visschedijk - Roelien Grootheeze (2008-2024)
- Susan Visser - Anouk Verschuur (2005-2024)
- Mirjam Vriend - Verpleegster (2006)

## W
- Christiaan van der Wal - Journalist (2005, 2006)
- Stefan de Walle - Dokter (2007)
- Mandela Wee Wee - Wynand (2009)
- Daan Wijnands - Tuinman (2007)
- Carly Wijs - Dieetgoeroe (2006)
- Wimie Wilhelm - Elma (2005)
- Jeroen Willems - Hendrik Tulp (2009)
- Dorus Witte - Annabel Lodewijkx (2005-2009)
- Leopold Witte - Evert Lodewijkx (2005-2009)

## Z
- Dirk Zeelenberg - Schietinstructeur (2007)